# Юшто Памаш
Юшто Памаш (мар. Йӱштӧ Памаш) — деревня в Сернурском районе Республики Марий Эл. Входит в состав городского поселения Сернур.

## География
Находится в северо-восточной части республики Марий Эл у западной границы районного центра посёлка Сернур.

## История
Образована в 1965 году в результате объединения деревень Большой Юшто Памаш и Малый Юшто Памаш. На 1 января 1996 года в 43 хозяйствах проживали 127 человек. В 2005 году отмечено было 19 жилых домов.

## Население
Население составляло 107 человек (мари 80 %) в 2002 году, 105 в 2010.